# Alexandre Droujinine
Pour les articles homonymes, voir Droujinine.
Alexandre Vassilievitch Droujinine (en russe : Александр Васильевич Дружинин), né le 8 octobre 1824 (20 octobre dans le calendrier grégorien) à Saint-Pétersbourg et mort le 19 janvier 1864 (31 janvier dans le calendrier grégorien) à Saint-Pétersbourg, est un écrivain russe, critique littéraire, traducteur de Byron et de Shakespeare.

## Biographie
Issu d'une famille de la noblesse, Droujinine reçoit une éducation à demeure, puis entre au corps des Pages (1841-1843). Il sert ensuite à la garde impériale dans le régiment finlandais, en tant que sous-lieutenant, où il fait la connaissance de Pavel Fedotov. Il s'occupe de la bibliothèque du régiment et parfait sa culture. Il démissionne en janvier 1846 pour raison de santé et entre à la chancellerie du ministère de la guerre. Il commence alors à publier en 1847 dans la revue Le Contemporain récits, nouvelles et romans, tout en s'essayant à la critique littéraire. Il démissionne de la fonction publique et obtient le rang d'assesseur de collège en 1851.
Droujinine se rapproche de Grigorovitch et de Tourguéniev à la rédaction du Contemporain, mais surtout partage des points de vue littéraires et esthétiques communs avec Annenkov, spécialiste de Pouchkine qui vécut à Paris, et avec Vassili Botkine. En 1856-1858, Tolstoï prend connaissance des théories de Droujinine sur l'« art pur » et se rapproche de la rédaction de la revue.
Droujinine tisse aussi des liens dans les années 1850 avec La Bibliothèque pour la lecture de Senkovski, et finalement en 1856 est invité par son éditeur Viatcheslav Petchatkine à diriger la revue. Il prend Alexeï Pissemski, qui était rédacteur adjoint, comme rédacteur en chef pour le remplacer à partir de 1860. Droujinine participe aussi aux Annales de la Patrie, à la revue satirique L'Étincelle, et au Messager russe, ainsi qu'aux journaux L'Abeille du nord, Les Nouvelles pétersbourgeoises. Il s'intéresse même à l'horticulture, car il fait paraître un article sur les parcs et jardins du gouvernement de Saint-Pétersbourg, dans La Revue d'horticulture, en 1856. Il est aussi rédacteur adjoint de la revue Le Siècle avec Piotr Weinberg.
C'est en 1856, au cours d'un dîner chez le comte Koucheliov-Bezborodko, mécène et prosateur, qu'il propose de créer un fonds littéraire sur le modèle anglais. Il publie plusieurs articles sur la nécessité de créer un fonds pour les écrivains russes de peu de moyens matériels, notamment dans La Bibliothèque pour la lecture en 1857. Grâce à lui, un fonds est créé en 1859 qui sera actif pendant soixante ans.
Droujinine meurt de phtisie et ses funérailles passent presque inaperçues. Cependant Nicolas Nekrassov lui rend justice dans une nécrologie du Contemporain en 1864, ainsi que Tourguéniev dans le journal L'Invalide russe. Il est enterré au cimetière Volkovo à Saint-Pétersbourg.

## Œuvre

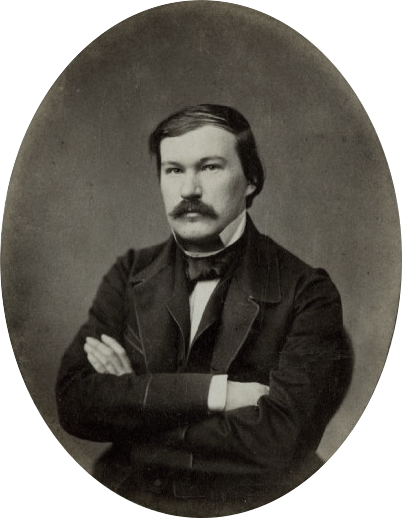
Droujinine, 1856.

- (ru) Œuvres complètes, publiées en huit tomes à Saint-Pétersbourg, entre 1865 et 1868 par N. Herbel
- (ru) Paulina  Sachs , publié à Moscou en 1955, traduit en français par Michel Niqueux et édité par les Éditions Phébus le 15 mars 2002
- (ru) Nouvelles et Journal, publiés à Moscou en 1986
- (ru) Critiques littéraires, publiées à Moscou en 1983
- (ru) Le Beau et l'éternel, publié à Moscou en 1988
- (ru) Lola Montès, publié dans Tableaux vivants, nouvelles et récits de l'école naturaliste par A.L. Ospovat et V.A. Toumanov, Moscou, 1988

## Source
- (ru) Cet article est partiellement ou en totalité issu de l’article de Wikipédia en russe intitulé « Дружинин, Александр Васильевич » (voir la liste des auteurs).